# Katarzyna Łaniewska
Katarzyna Janina Łaniewska-Błaszczak (Lodz, 20 de junio de 1933 – Ibidem., 7 de diciembre de 2020) fue una actriz y activista política polaca.

## Biografía

### Primeros años y carrera
Nacida en Lodz, su padre fue un activista del movimiento cooperativo y un legionario polaco durante la Primera Guerra Mundial, considerado un "elemento peligroso" por los nazis y asesinado en Auschwitz después de ser denunciado por un colega de origen belaruso. Junto con su madre y sus hermanos, Katarzyna sobrevivió al Alzamiento de Varsovia y fue enviada al campo de tránsito de Pruszków. Łaniewska y su familia regresaron a Varsovia el 17 de enero de 1945.
Después de la guerra, se unió al Harcerstwo, la versión polaca del Escultismo. En 1955 se graduó en la Academia de Teatro de Varsovia y debutó el mismo año. Durante sus estudios, perteneció a la Unión Socialista de la Juventud Polaca. Fue presidenta de la filial de Varsovia de la Asociación de Artistas Escénicos Polacos (ZASP) y de 1992 a 2006 formó parte de la Comisión Skolimowska del Consejo de la ZASP.
En septiembre de 2013 ofició como columnista del semanario W Sieci. Durante su carrera como actriz, participó en cerca de un centenar de producciones para cine, televisión y teatro.

### Plano personal
Después de su tercer año de estudios, se casó con el actor polaco Ignacy Gogolewski, con quien tuvo una hija, Agnieszka. La pareja se separó luego de diez años de convivencia. Desde 1984 hasta su muerte en 2018, su segundo esposo fue Andrzej Błaszczak.
Katarzyna falleció el 7 de diciembre de 2020 a los ochenta y siete años en su natal Lodz.

## Filmografía

### Cine y televisión
| Año       | Título                                         |
| --------- | ---------------------------------------------- |
| 1953      | Trzy opowieści                                 |
| 1955      | Trzy starty                                    |
| 1956      | Nikodem Dyzma                                  |
| 1956      | Pożegnanie z diabłem                           |
| 1959      | Tysiąc talarów                                 |
| 1959      | All About Eve                                  |
| 1960      | Rok pierwszy                                   |
| 1963      | Mój drugi ożenek                               |
| 1964      | Spotkanie ze szpiegiem                         |
| 1964      | Przerwany lot                                  |
| 1965      | Trzy kroki po ziemi                            |
| 1965      | Miejsce dla jednego                            |
| 1965      | Dzień ostatni, dzień pierwszy. Nad Odrą        |
| 1966      | Sublokator                                     |
| 1968      | Molo                                           |
| 1969      | Zbrodniarz, który ukradł zbrodnię              |
| 1969      | Nowy                                           |
| 1970      | Doktor Ewa                                     |
| 1970      | Album polski                                   |
| 1970      | Abel, twój brat                                |
| 1971      | Złote Koło                                     |
| 1971      | Trochę nadziei                                 |
| 1972      | Gruby                                          |
| 1973      | Wielka miłość Balzaka                          |
| 1974      | Urodziny Matyldy                               |
| 1974      | Tylko się jeździ                               |
| 1974      | Święty Mikołaj pilnie poszukiwany              |
| 1974      | Koniec babiego lata                            |
| 1974      | Awans                                          |
| 1975      | Czterdziestolatek                              |
| 1976      | Motylem jestem, czyli romans 40-latka          |
| 1978      | Ty pójdziesz górą - Eliza Orzeszkowa           |
| 1979      | Ja, Klaudiusz                                  |
| 1979      | Godzina "W"                                    |
| 1980      | Grzechy dzieciństwa                            |
| 1980      | Dzień Wisły                                    |
| 1981      | Mężczyzna niepotrzebny!                        |
| 1981      | Fik-Mik                                        |
| 1982      | Przesłuchanie                                  |
| 1982      | Popielec                                       |
| 1986      | Tulipan                                        |
| 1987      | Słońce w gałęziach                             |
| 1987–91   | Smerfy                                         |
| 1988      | Pożegnanie cesarzy                             |
| 1988      | Kogel-mogel                                    |
| 1989      | Galimatias, czyli kogel-mogel II               |
| 1990      | Amerykańska opowieść                           |
| 1990      | Kacze opowieści                                |
| 1990      | Kacze opowieści. Poszukiwacze zaginionej lampy |
| 1990      | W labiryncie                                   |
| 1990      | Pogrzeb kartofla                               |
| 1990      | Korczak                                        |
| 1990      | Urodziny Kaja                                  |
| 1991      | Niech żyje miłość                              |
| 1992      | Pierścionek z orłem w koronie                  |
| 1993      | Nowe przygody Arsena Lupin                     |
| 1993      | Dwa księżyce                                   |
| 1993      | Czterdziestolatek. 20 lat później              |
| 1994      | Dzielny Agent Kaczor                           |
| 1994      | Ptaszka                                        |
| 1994      | Królestwo Zielonej Polany                      |
| 1995      | Jeszcze bardziej zgryźliwi tetrycy             |
| 1996      | 101 Dalmatians                                 |
| 1996      | Maszyna zmian. Nowe przygody                   |
| 1997      | Taekwondo                                      |
| 1997      | W krainie Władcy Smoków                        |
| 1997      | Świat królika Piotrusia i jego przyjaciół      |
| 1997      | Historie miłosne                               |
| 1997      | Dom                                            |
| 1997      | Królestwo Zielonej Polany. Powrót              |
| 1997–2001 | Klan                                           |
| 1998      | Miodowe lata                                   |
| 1999      | Mickey: Bajkowe święta                         |
| 1999      | Tygrysy Europy                                 |
| 2000–12   | Plebania                                       |
| 2001      | Przedwiośnie                                   |
| 2002      | Przedwiośnie                                   |
| 2003      | 101 dalmatyńczyków II. Londyńska przygoda      |
| 2004      | City                                           |
| 2004–10   | Ziarno                                         |
| 2012      | Ojciec Mateusz                                 |
| 2014      | Na dobre i na złe                              |
| 2016      | Smoleńsk                                       |